# Болева
Боле́ва (также болава, боле) — народ в центральной Нигерии (штаты Баучи, Гомбе, Йоби и Плато). Численность около 160 тыс. человек (2005, оценка). Делятся на группы фика (анпика, пиика) и бара (мака). Болева родственны нгамо, гера и каре-каре.
Говорят на языке боле (боланчи) западночадской ветви чадской семьи языков. Письменность на основе латинского алфавита. Распространён также язык хауса.
По религии — мусульмане-сунниты, сохраняются культы предков, магия, ведовство.
Устная традиция возводит болева к жителям окрестностей города Кукава — столицы Борну. В XV веке они приняли ислам и переселились на современную территорию, основав город Даниски. В XVI веке создали эмират Фика, правитель которого (мой) считается главой болева.
Традиционная культура типична для Суданской подобласти Западной Африки. Основное занятие — ручное подсечно-огневое земледелие. Развито плетение, гончарство, ювелирное дело.
Жилище круглое с глинобитными стенами, часто с лепным орнаментом, поселения окружены изгородями из кустарника.
Сохраняются патрилинейные роды, культы предков и сил природы, фольклор.